# MC68030

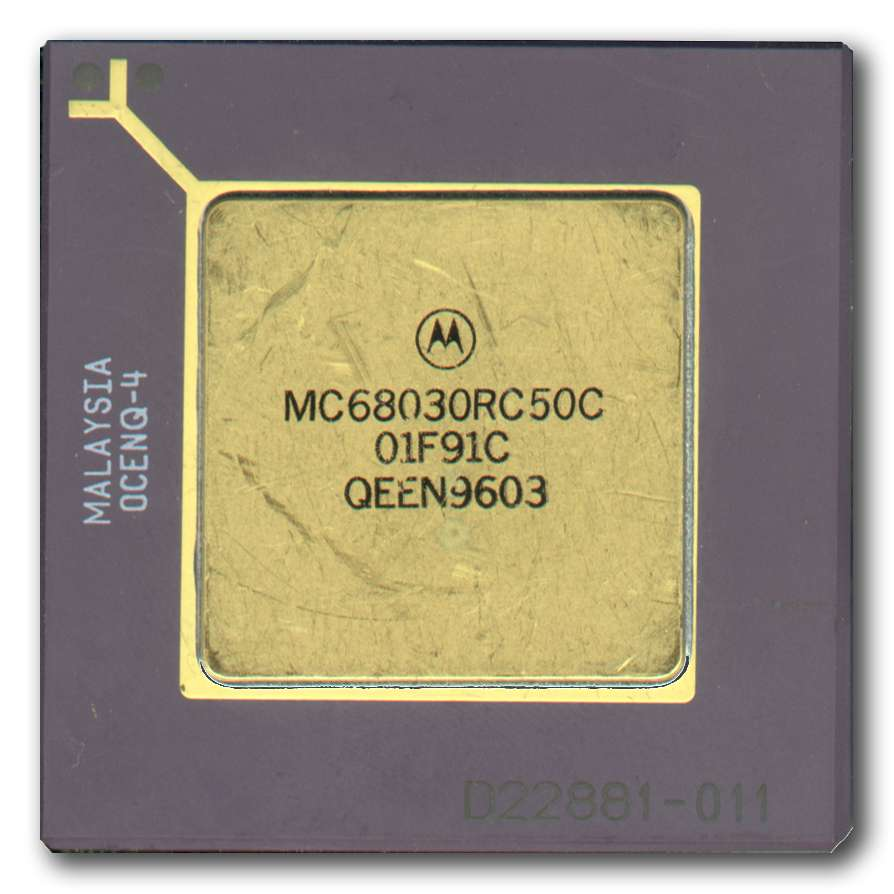
Procesor MC68030

MC68030 – mikroprocesor firmy Motorola należący do rodziny M68000 (zwanej też rodziną 68k).
Debiutował w roku 1987, a obecnie osiągnął status end of life, co oznacza, że wkrótce nie będzie dostępny w sprzedaży. Składa się z około 273 tys. tranzystorów. MC68030 nie posiada zintegrowanego koprocesora (FPU), ale może być używany z zewnętrznym układem MC68881 lub MC68882. 
Ważne modyfikacje w stosunku do MC68020:
- zintegrowanie z procesorem układu zarządzania pamięcią (MMU) kompatybilnego z MC68851,
- wprowadzenie trybu 'burst' celem szybkiego wypełniania pamięci podręcznej (cache); polega to na przełączeniu magistrali danych w tryb synchroniczny (patrz niżej) i sekwencyjnym odczycie czterech kolejnych długich słów w ciągu siedmiu kolejnych cykli magistrali,
- dodanie dodatkowego 256-bajtowego cache dla danych,
- obsługa zarówno synchronicznego jak i asynchronicznego dostępu do pamięci (z możliwością przełączania trybów podczas pracy).

Procesor występuje w obudowach PGA oraz PLCC. Dostępne są modele o szybkościach 16, 20, 25, 33, 40 i 50 MHz. Zasilany jest napięciem 5 V. Istnieje też wersja EC („ekonomiczna”) – MC68EC030 – pozbawiona MMU (tylko 25 i 40 MHz).
Używany był między innymi w komputerach Amiga, Atari oraz Apple Macintosh.